# وادي شسع
وادي شسع (بكسر الشين) هو واد في تهامة بلاد بلقرن تسيل مياهه من جنوب جبال ثميدة ومن شمال جبل ثربان باتجاه الغرب حتى يرفد وادي قنونا، وعليه قرى شسع لقبيلة عمارة بلقرن، وقرى مركز خميس حرب ، وقرية الدويمة، وقرية بحيرة، وقرية الدف، وقرية حدب الملاحة، وقرية المربحة، وقرية اللعباء.

## أيضاً
- منتزه وادي شسع.